# Северо-Атлантическое течение

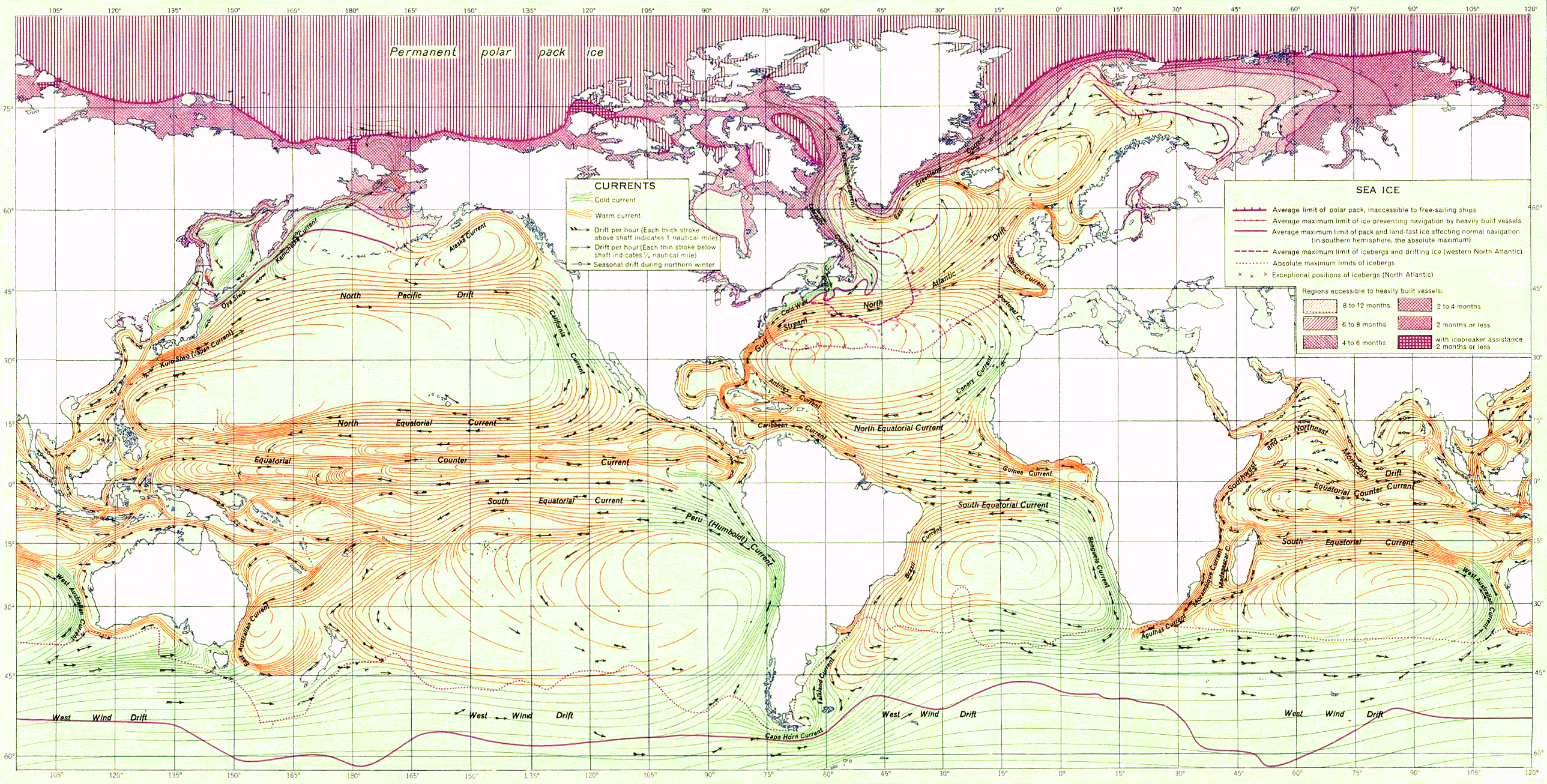
Схема морских течений Земли

Северо-Атлантическое течение — мощное тёплое океаническое течение, является северо-восточным продолжением Гольфстрима. Начинается у Большой Ньюфаундлендской банки, западнее Ирландии течение делится на две части. Одна ветвь (Канарское течение) идет на юг, а другая на север вдоль побережья северо-западной Европы. 
Вблизи Фареро-Исландского порога и порога Уайвилла Томсона делится на Норвежское и Западно-Исландское течения.
Считается, что течение оказывает значительное влияние на климат в Европе. 